# Morris Garages
Morris Garages, in sigla MG, è una casa automobilistica di origine inglese, che dal 2007 fa parte del gruppo industriale cinese SAIC Motor.

## Storia

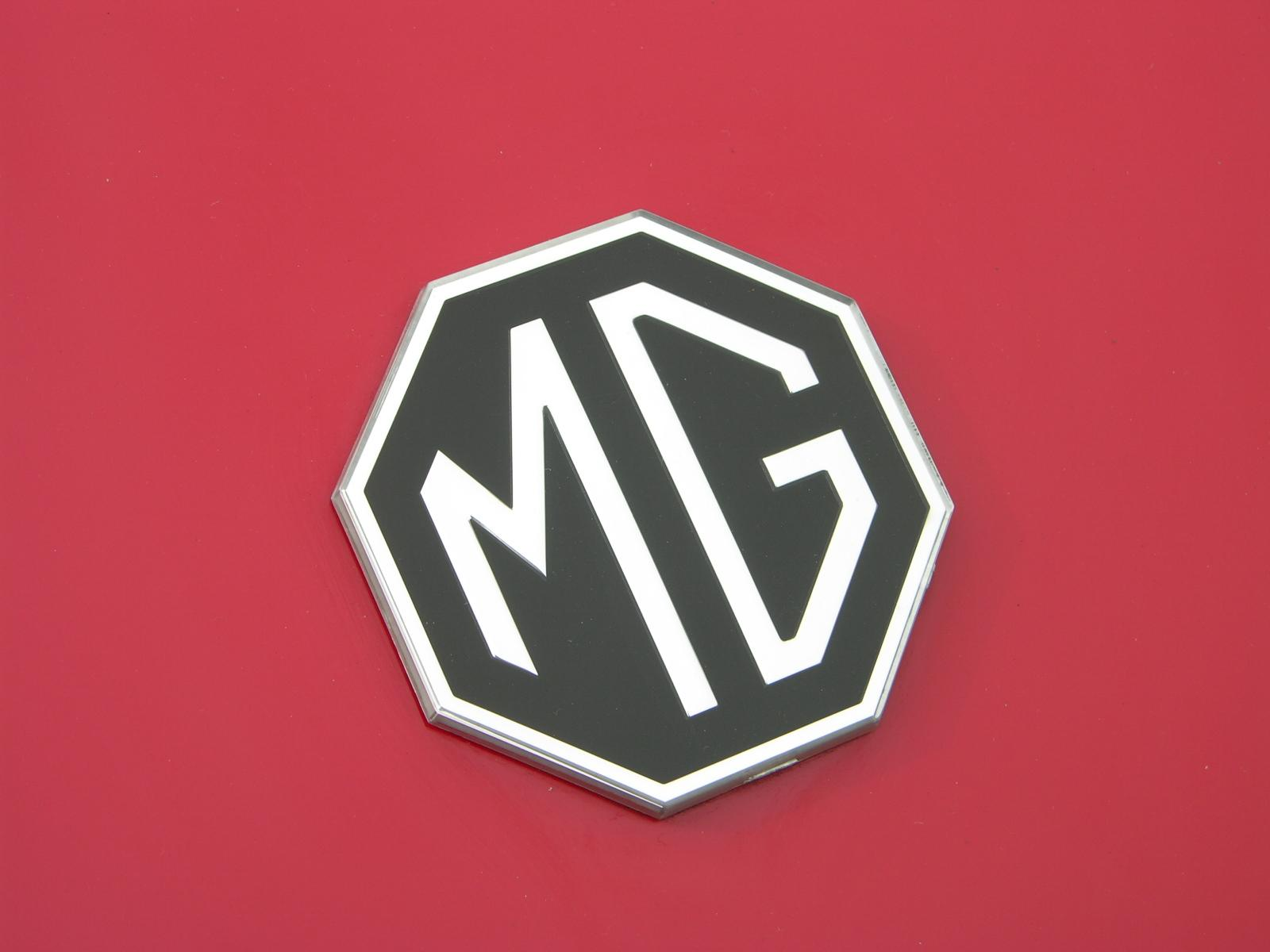
Il primo logo MG, su una MG B del 1973

Il logo introdotto nel 1993 sulla MG RV8, usato fino al 2009

### Primi anni (1924-1935)
La Morris Garages era in origine un concessionario di automobili Morris di Oxford, di proprietà di William Morris. Nel 1922 Cecil Kimber fu assunto come venditore, per poi diventare direttore l'anno successivo. Sotto la sua guida il concessionario iniziò il processo di trasformazione in costruttore, iniziando ad assemblare vetture su telai Morris modificati. La prima vettura prodotta, la MG 14/28, era una Morris Oxford con una carrozzeria modificata per renderla più sportiva.
Il 1º maggio 1924 fu ufficialmente registrato il marchio MG. Le prime vetture modificate dal concessionario erano delle Morris costruite dalla Carbodies note come "Kimber Specials", inizialmente equipaggiate sia con il marchio MG che con il marchio Morris. Originariamente la Morris Garages assemblava le sue vetture in una piccola officina ad Oxford. Nel settembre 1925, a causa del rapido aumento della domanda, si trasferì in un impianto di maggiori dimensioni, condividendo lo spazio con la produzione di radiatori della Morris. La rapida espansione rese però impossibile tale convivenza, cosicché nel 1927 la MG si trasferì a Cowley, in un impianto situato nei pressi di quello della Morris.
La rapidissima crescita permise ben presto alla MG di assumere un'identità propria. Nel 1929 si spostò nuovamente, andando ad occupare quello che diventerà lo storico impianto di Abingdon. Il 21 luglio 1930 venne ufficialmente fondata la M.G. Car Company, azienda di proprietà di William Morris ma indipendente sia dal concessionario Morris Garages che dalla stessa Morris. Kimber rimase alla guida della società fino al 1941, anno in cui venne licenziato a causa di alcuni contrasti con William Morris; Kimber morì tragicamente nel 1945 in un incidente ferroviario.

### Era Morris (1935-1952)
Nel 1935 William Morris, che possedeva direttamente la MG, ne trasferì la proprietà alla Morris. Nel 1943 le due aziende entrarono a far parte della Nuffield Organization, un'organizzazione informale che racchiudeva al suo interno tutte le case automobilistiche di proprietà di William Morris. Nel corso degli anni 1930-1940 MG si specializzò sempre di più nel settore delle auto sportive, prendendo anche parte a diverse competizioni sportive. La meccanica e il telaio rimasero sempre di origine Morris. Tra i modelli di maggior successo in questo periodo si ricordano soprattutto le varie evoluzioni della serie T-Type, delle piccole spider note soprattutto per la loro leggerezza e semplicità.

### Era British Motor Corporation (1952-1968)
Nel 1952 la Morris si fuse con la Austin, andando a formare la British Motor Corporation. John Thornley assunse il ruolo di amministratore delegato della MG, guidandola nei suoi anni d'oro fino al suo ritiro nel 1969. All'interno del gruppo BMC la MG terminò la produzione degli ormai datati modelli prebellici per lanciare una fortunata serie di piccole sportive completamente nuove. Nel 1955 fu lanciata la spider MGA, sostituita dalla MGB nel 1962; a quest'ultima si affiancherà poi la coupé MGB GT nel 1965. Queste vetture, pur essendo dotate di meccanica di origine Morris o Austin, erano progetti completamente indipendenti e non erano derivati da altri modelli del gruppo BMC.
In questi anni furono inoltre lanciate le berline MG Magnette ed MG 1100/1300, versioni sportive rispettivamente della Morris Oxford e della Morris 1100/1300, e la spider MG Midget, derivata dalla Austin-Healey Sprite. Nel 1966 la BMC acquistò la Jaguar e si è fusa con essa, andando a formare la British Motor Holdings. Nel 1967 entrò in produzione la MGC, una versione della MGB dotata di un motore più grosso e potente, che non riuscì tuttavia a replicare il successo della sorella minore e uscirà di scena dopo appena due anni.

### Era British Leyland (1968-1986)
Nel 1968 la BMC si fuse con la Leyland, andando a formare il gruppo British Leyland. La fusione coincise con un periodo di grave crisi per l'industria automobilistica britannica, che ha costretto il neonato conglomerato ad una serie di tagli e disinvestimenti. Questo causò la scomparsa di una serie di marchi ritenuti strategicamente più deboli, come Wolseley e Riley. MG, forte del successo della Midget e soprattutto della MGB, continuò comunque la produzione per tutti gli anni '70. Intorno al 1972, tuttavia, cessò di esistere come azienda rimanendo solo come marchio della gruppo British Leyland.
Nel 1975 la British Leyland fu nazionalizzata e sottoposta ad un importante processo di ristrutturazione societaria. A quel tempo lo staff dirigenziale del gruppo era composto prevalentemente da ex dirigenti della Leyland. Mentre marchi come Jaguar, Triumph e Rover sono entrati a far parte della Specialist Division, una divisione riservata ai marchi di lusso del gruppo, MG è rimasta accorpata ad Austin e Morris.
Mentre ai marchi della Specialist Division venivano accordate maggiori risorse per il lancio di nuovi modelli, MG non ha potuto godere dello stesso trattamento rimanendo sul mercato con le sole MGB e Midget. I buoni risultati di questi modelli venivano però vanificati dalle gravi perdite accumulate da Austin e Morris. Sul finire degli anni '70, tuttavia, anche gli ultimi due modelli MG hanno iniziato ad accusare il peso degli anni con un conseguente calo delle vendite. Il 24 ottobre 1980, il termine della produzione della MGB, lo storico impianto di Abingdon ha chiuso i battenti dopo oltre 50 anni di attività e il marchio MG è stato ritirato dal mercato. 
Nel 1981, in seguito ad una nuova ristrutturazione della British Leyland, è stato creato il Gruppo Austin Rover, sotto il controllo del quale sono passate la Rover, la Austin e la Morris. Nel 1982 il marchio MG è stato rilanciato per indicare le versioni sportive dei modelli Austin. Tra il 1982 e il 1985 inizia così la produzione nell'impianto di Longbridge dei modelli MG Metro, Maestro e Montego. I piani per il lancio di una nuova spider MG non erano nel frattempo tramontati, come dimostrato dalla presentazione nel 1985 al salone dell'automobile di Francoforte della concept car MG EX-E. La mancanza di fondi ne precluderà tuttavia la messa in produzione. Anche in questi anni sono infatti continuate le difficoltà finanziarie della British Leyland, culminate nel 1984 con la chiusura della Morris.

### Era Rover (1986-2000)
Nel 1986 la British Leyland si è sottoposta all'ennesimo processo di ristrutturazione aziendale in vista di una futura privatizzazione. Le attività non strettamente legate al settore automobilistico (come la Leyland Trucks e la Leyland Bus) sono state cedute, lasciando il solo Gruppo Austin Rover, che si è trasformato nel Gruppo Rover. Anche quest'ultimo, tuttavia, non è stato risparmiato da tagli. La maggior parte delle risorse sono state concentrate sulla Rover, mentre la Austin, considerata ormai obsoleta e poco competitiva, ha chiuso i battenti. In questo contesto il marchio MG è stato utilizzato per portare a termine il ciclo di vita dei modelli ex Austin.
Nel 1988 il Gruppo Rover è stato acquistato dalla British Aerospace, che lo ha poi ceduto nel 1994 alla BMW. Con l'uscita di produzione della Metro, della Maestro e della Montego, i piani per il lancio di una nuova spider MG sono ripresi. Nel 1992, in vista della presentazione di un modello completamente inedito, è stata lanciata la MG RV8. Quest'ultima era derivata dalla MGB, uscita di produzione 12 anni prima, ma equipaggiata con un motore V8 di origine Rover. Nel 1995 è stata presentata la MG F, primo progetto completamente indipendente dai tempi della MGB.

### Era MG Rover (2000-2005)
Nel 2000, a seguito delle gravi perdite accumulate negli anni precedenti, BMW ha messo in vendita il Gruppo Rover. L'azienda è stata spacchettata e gli asset ritenuti più di valore sono stati venduti separatamente. La MG è stata rilevata, insieme alla Rover e al solo impianto di Longbridge, da un gruppo di ex dirigenti del Gruppo Rover, entrando a far parte del neoformato Gruppo MG Rover. Sotto la nuova proprietà il marchio MG è stato oggetto di un importante rilancio. Nel 2001 sono stati presentati i modelli ZR, ZS e ZT, versioni sportive delle Rover 25, 45 e 75. L'anno successivo è stato il turno della spider TF, evoluzione della MG F. Nel 2003 è stata infine lanciata la MG XPower SV, una supercar in produzione limitata costruita negli stabilimenti della Qvale in Italia.

### Era Nanjing Automobile (2005-2007)
Nell'aprile 2005 il Gruppo MG Rover, a causa delle gravi perdite finanziarie, è entrato in amministrazione controllata. La produzione è stata arrestata, la maggior parte dei dipendenti licenziati e la rete di assistenza e dei concessionari smantellata. Il 22 luglio 2005 il gruppo cinese Nanjing Automobile ha acquistato per 53 milioni di sterline la maggior parte degli asset dell'ormai defunto Gruppo MG Rover, tra i quali il marchio MG, il know-how e i diritti di utilizzo e lo stabilimento di Longbridge. Non tutte le proprietà del Gruppo MG Rover sono passate in mano della Nanjing Automobile, dal momento che il marchio Rover è stato acquistato dalla Ford e ritirato dal mercato, mentre la maggior parte dei brevetti relativi ad alcuni modelli Rover sono stati acquistati da un altro gruppo cinese, la SAIC Motor.
Il 12 aprile 2006 la Nanjing Automobile ha ufficialmente fondato una nuova società, denominata NAC MG UK Limited e con sede a Longbridge. Il 27 marzo 2007 è ripresa in Cina la produzione della TF e di due nuovi modelli, la MG3 SW e la MG7, versioni leggermente aggiornate rispettivamente della Rover Streetwise e della MG ZT destinate esclusivamente al mercato cinese. Nel maggio 2007 è stata annunciata la riapertura dello stabilimento di Longbridge, dove sono rientrate in produzione le TF destinate al mercato britannico. Il 1º agosto 2008 è ripartita ufficialmente la produzione, anche se a ritmo ridotto. Dei circa 6000 dipendenti impiegati prima del collasso del Gruppo MG Rover, solo 800 avevano riottenuto il loro posto di lavoro. Nell'ottobre 2009 l'impianto chiuderà ancora provvisoriamente a causa della bassa domanda di mercato.

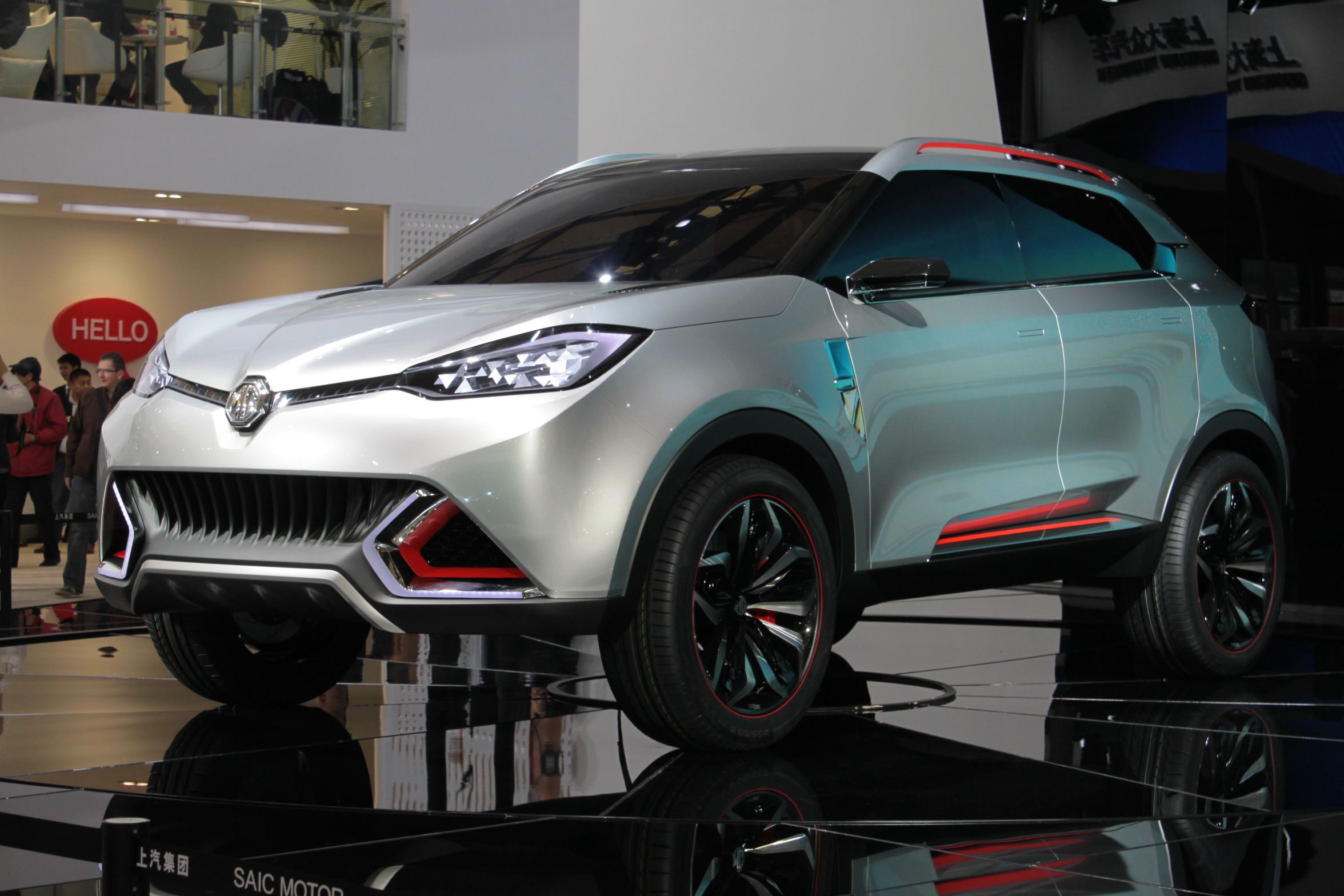
MG CS (2013), prototipo di crossover compatto destinato alla produzione

### Era SAIC Motor (2007-oggi)
Nel dicembre 2007 la Nanjing Automobile Corporation - NAC venne acquistata dalla SAIC Motor, la più grande casa automobilistica cinese. Grazie alle sue risorse economiche, tra il 2010 e il 2011 il marchio MG venne rilanciato nei progetti e nell'immagine, valorizzandone il prestigio e cercando di mantenere ricerca e sviluppo nel Regno Unito: qua venne inaugurato un nuovo centro di stile, dove le nuove vetture venivano progettate e disegnate autonomamente, con un nuovo logo e una nuova gamma. Le automobili venivano poi effettivamente assemblate sia in Cina (per il mercato cinese) sia nel Regno Unito (per parte del mercato europeo), grazie alla nuova riapertura dello stabilimento di Longbridge (13 aprile 2011). Nel frattempo, nel maggio 2009, è stata presentata la MG TF 85Th Anniversary Edition, prodotta in soli 200 esemplari, per festeggiare gli 85 anni dalla fondazione della casa inglese.
La TF uscì definitivamente di produzione a fine 2010, e vennero presentati tre modelli completamente nuovi: la MG 6 (una berlina, presentata nell'aprile del 2009 e prodotta dal 2010 in Cina (e dall'aprile 2011 a Longbridge, per essere posta in commercio nel Regno Unito), la MG 3 (un'utilitaria, presentata nel dicembre 2010, la cui produzione venne avviata nel 2011 per sbarcare in Inghilterra solo nel fine 2013 in occasione del restyling di metà carriera) e, infine,  la MG 5 (una berlina media compatta con carrozzeria 5 porte, prodotta dal 2012, non importata nel Regno Unito). A fine 2013 terminò la produzione in Cina anche della MG 7, ultima vettura imparentata con le originarie Rover 75/MG ZT e ripresa dalla NAC. Diversi prototipi vennero sviluppati; fra questi, realizzato dalla MG presso il centro stile di Longbridge, il crossover CS, che ha anticipato la definitiva MG GS entrata in produzione nel 2014. La GS era la prima crossover della casa inglese; prodotta in Cina e venduta nel continente asiatico, ne era prevista l'introduzione anche sul mercato inglese, con la produzione presso lo stabilimento di Longbridge. La GS era la prima vettura del marchio che utilizzava una nuova piattaforma modulare (sviluppata dalla SAIC), portando al debutto anche nuovi motori modulari a benzina sovralimentati, realizzati in collaborazione da SAIC e General Motors. Pochi mesi dopo il lancio della GS venne presentata anche la MG GT, una coupé quattro porte che si posizionava un gradino più in basso (per target e dimensioni) rispetto alla MG 6. Per quanto riguarda la MG GT, non ne era prevista la commercializzazione nel Regno Unito. Nel biennio 2014-2015 si ebbe il rinnovo della gamma inglese di prodotti, con il restyling della berlina MG 6 e dell'utilitaria MG 3 e con l'introduzione di nuove motorizzazioni omologate ad Euro 6. Nel 2016 venne introdotta finalmente nel mercato europeo la crossover GS.
Nel settembre 2016 venne annunciata da parte di SAIC la chiusura definitiva dello stabilimento di Longbridge, in Inghilterra. Terminò così l’assemblaggio delle MG nella storica fabbrica inglese, peraltro oramai pressoché ferma (solo 25 operai erano rimasti, occupati nel montaggio di paraurti, cofano e componenti minori dei modelli, che erano prodotti interamente in Cina). Rimase operativo il centro ricerca e sviluppo, con sede sempre a Longbridge, nonché sede europea della SAIC Motor, con 400 lavoratori tra ingegneri e designer.
A dicembre 2020 venne presentata a livello europeo la nuova MG EHS Plug-in Hybrid con un motore turbo benzina da 1,5 litri (119 kW/162 CV e 250 Nm), un motore elettrico (90 kW/122 CV e 230 Nm) ed una batteria agli ioni di litio da 16,6 kWh. Poteva viaggiare fino a 52 km in marcia completamente elettrica (WLTP). Successivamente sono stati presentati altri modelli, fra i quali la ZS.

## Modelli

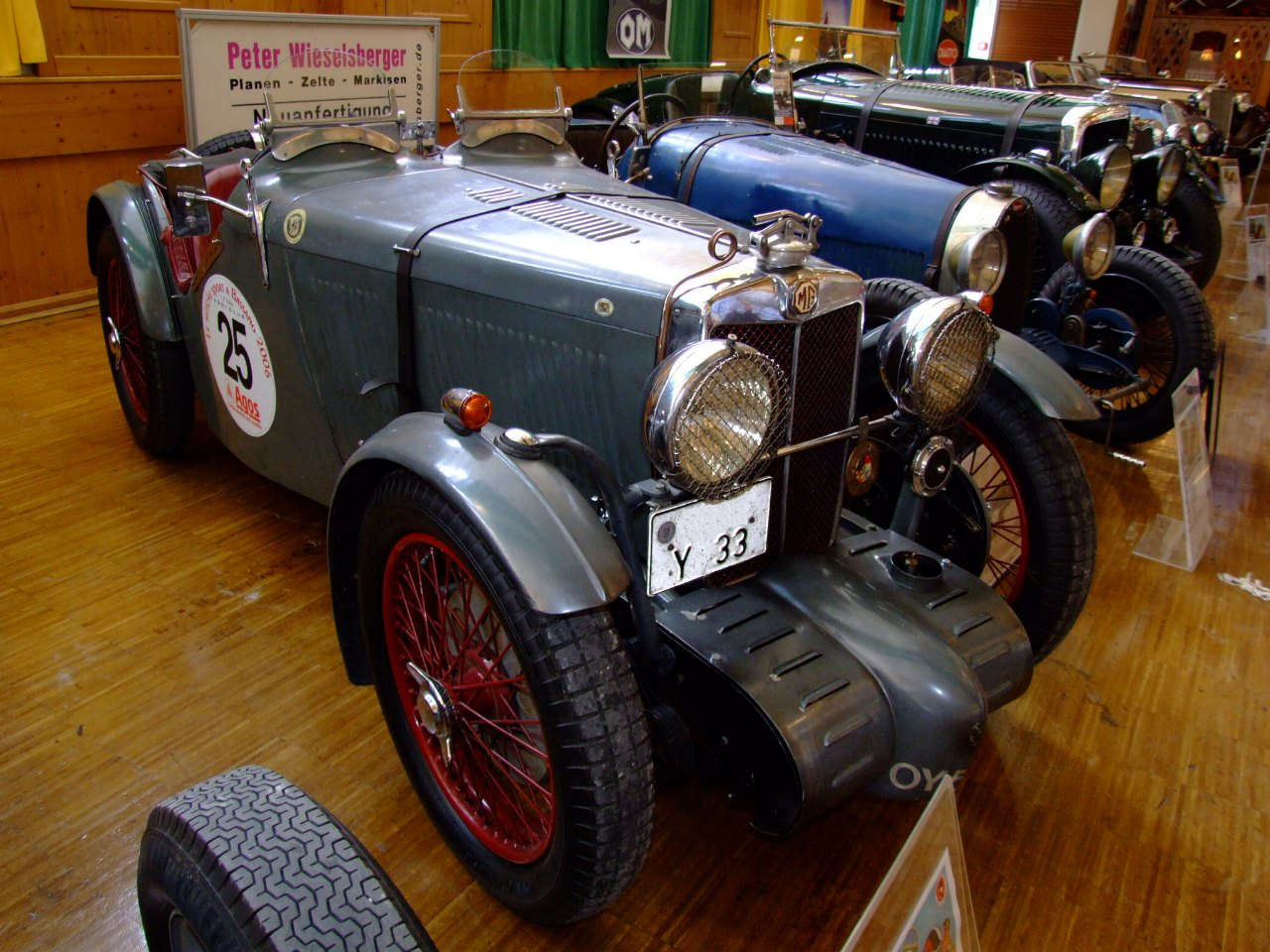
MG degli anni 30

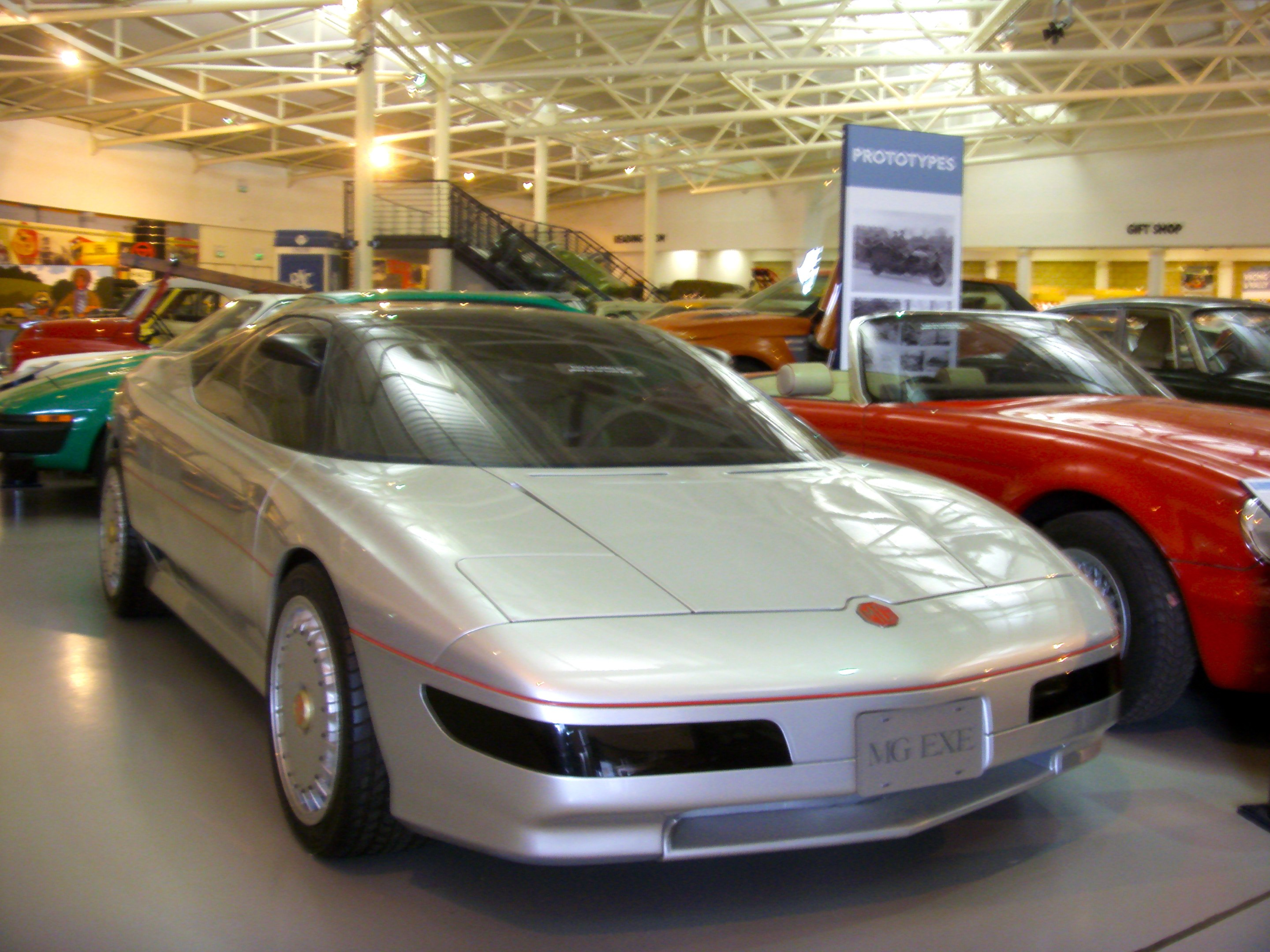
La concept car MG EX-E (1985)

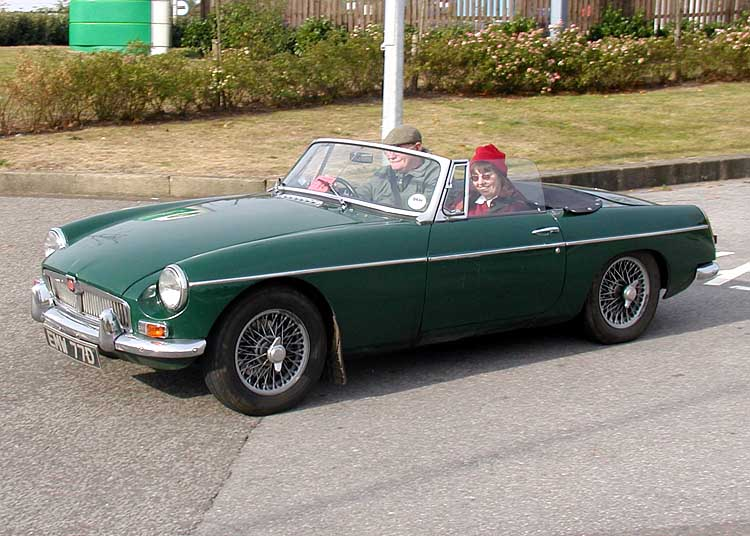
MG B (1962)

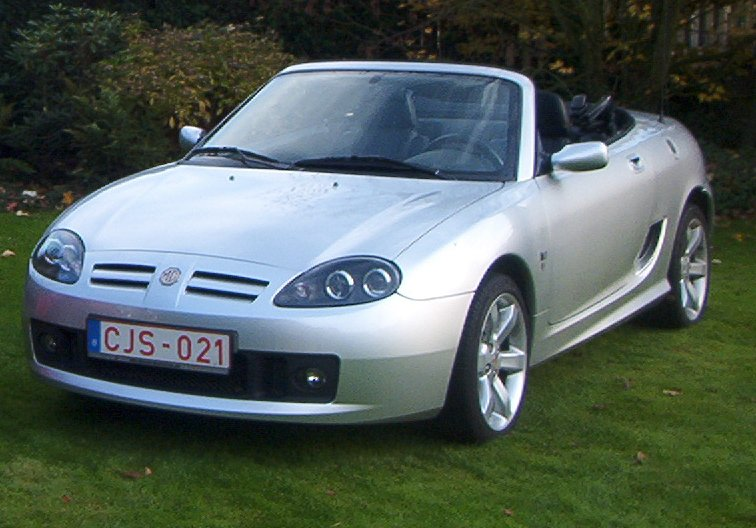
MG TF (2002)

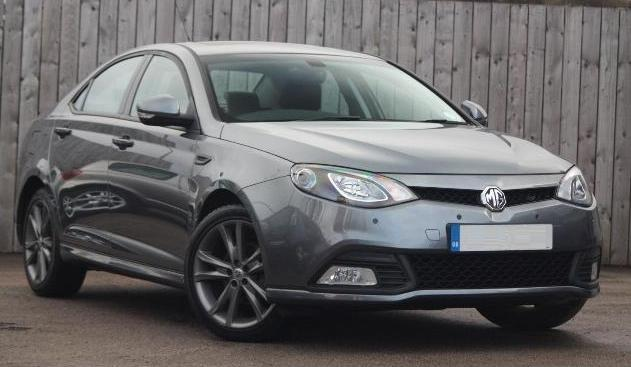
MG 6 (2010)

- MG 4 Seater Special
- MG Serie T
- MG Magnette
- MG A (1955)
- MG Midget (1961)

- MG B (1962)
- MG 1100/1300 (1963)
- MG C (1967)
- MG Metro (1982)
- MG Maestro (1984)
- MG Montego (1984)
- MG EX-E (concept car; 1985)
- MG Metro 6R4 (1985)
- MG RV8 (1993)
- MG F (1995)
- MG ZR (2001)
- MG ZS (2001)
- MG ZT (2001)
- MG TF (2002)
- MG Express (2003)
- MG XPower SV (2003)
- MG 7 (2007)
- MG 3 (2008)

- MG 6 (2010)
- MG 3 seconda serie (2011)
- MG 5 (2012)
- MG GS (2014)
- MG GT (2014)
- MG HS (2019)
- MG ZS (2019)
- MG 5 (2020)
- MG Marvel R (2020)
- MG 4 EV (2022)